# Voetbalkampioenschap van Rijn-Saar 1929/30
In 1929/30 werd het derde voetbalkampioenschap van Rijn-Saar gespeeld, dat georganiseerd werd door de Zuid-Duitse voetbalbond.
SV Waldhof werd kampioen van de groep Rijn FK Pirmasens van de groep Saar. Beide clubs plaatsten zich voor de Zuid-Duitse eindronde, waar ze respectievelijk zesde en vierde werden. De nummers twee en drie van elke groep gingen ook naar de eindrone voor niet-kampioenen. Hier behaalde Phönix Ludwigshafen het beste resultaat met een tweede plaats achter FSV Frankfurt. 

## Bezirksliga

### Rijn
| Plaats | Club                       | Wed. | W  | G | V  | Saldo | Ptn.  |
| ------ | -------------------------- | ---- | -- | - | -- | ----- | ----- |
| 1.     | SV Waldhof 07              | 14   | 10 | 2 | 2  | 42:22 | 22:6  |
| 2.     | VfL 1884 Neckarau          | 14   | 10 | 1 | 3  | 40:21 | 21:7  |
| 3.     | FC Phönix 04 Ludwigshafen  | 14   | 7  | 4 | 3  | 35:20 | 18:10 |
| 4.     | VfR Mannheim 1896          | 14   | 6  | 2 | 6  | 24:22 | 14:14 |
| 5.     | SpVgg 03 Sandhofen         | 14   | 5  | 2 | 7  | 28:28 | 12:16 |
| 6.     | Mannheimer FC Lindenhof 08 | 14   | 5  | 0 | 9  | 27:44 | 10:18 |
| 7.     | Mundenheimer SpVgg         | 14   | 3  | 4 | 7  | 29:34 | 10:18 |
| 8.     | FG 1919 Rohrbach           | 14   | 1  | 3 | 10 | 17:51 | 5:23  |

|  | Kampioen, geplaatst voor Zuid-Duitse eindronde |
|  | Geplaatst voor Zuid-Duitse eindronde           |
|  | Play-off voor de eindronde                     |
|  | Degradatie                                     |

### Saar
| Plaats | Club                        | Wed. | W  | G | V | Saldo | Ptn.  |
| ------ | --------------------------- | ---- | -- | - | - | ----- | ----- |
| 1.     | FK 1903 Pirmasens           | 14   | 11 | 0 | 3 | 50:18 | 22:6  |
| 2.     | Sportfreunde 05 Saarbrücken | 14   | 7  | 2 | 5 | 30:29 | 16:12 |
| 3.     | FV 03 Saarbrücken           | 14   | 6  | 2 | 6 | 30:23 | 14:14 |
| 4.     | Borussia VfB Neunkirchen    | 14   | 6  | 2 | 6 | 35:29 | 14:14 |
| 5.     | VfR Pirmasens               | 14   | 5  | 4 | 5 | 25:41 | 14:14 |
| 6.     | SC Saar 05 Saarbrücken      | 14   | 4  | 5 | 5 | 29:30 | 13:15 |
| 7.     | 1. FC 1907 Idar             | 14   | 4  | 3 | 7 | 27:29 | 11:17 |
| 8.     | VfR Kaiserslautern          | 14   | 2  | 4 | 8 | 21:48 | 8:20  |

Play-off voor de eindronde
|  |                          |       |               |  |
|  | Borussia VfB Neunkirchen | 1 - 3 | VfR Pirmasens |  |
|  |                          |       |               |  |

|  |                   |       |               |  |
|  | FV 03 Saarbrücken | 1 – 0 | VfR Pirmasens |  |
|  |                   |       |               |  |

## Kreisliga

### Unterbaden
| Plaats | Club                          | Wed. | W  | G | V  | Saldo | Ptn.  |
| ------ | ----------------------------- | ---- | -- | - | -- | ----- | ----- |
| 1.     | SpVgg Amicitia Viernheim      | 16   | 13 | 2 | 1  | 46:13 | 28:04 |
| 2.     | FC Germania 03 Friedrichsfeld | 16   | 12 | 1 | 3  | 52:23 | 25:07 |
| 3.     | Mannheimer FC Phönix 02       | 16   | 10 | 4 | 2  | 53:20 | 24:08 |
| 4.     | VfTuR Feudenheim              | 16   | 8  | 2 | 6  | 35:21 | 18:14 |
| 5.     | FV Fortuna Heddesheim         | 16   | 6  | 4 | 6  | 34:29 | 16:16 |
| 6.     | FV 09 Weinheim                | 16   | 4  | 3 | 9  | 36:50 | 11:21 |
| 7.     | SC Käfertal                   | 16   | 3  | 4 | 9  | 23:40 | 10:22 |
| 8.     | Mannheimer FG 1913            | 16   | 2  | 3 | 11 | 14:53 | 07:25 |
| 9.     | FC Alemannia Rheinau          | 16   | 2  | 1 | 13 | 28:72 | 05:27 |

|  | Deelname promotie-eindronde |

### Neckarkreis
| Plaats | Club                     |
| ------ | ------------------------ |
| 1.     | FG Kirchheim             |
| 2.     | SV Sandhausen            |
| 3.     | SV 98 Schwetzingen       |
| 4.     | SpVgg Fortuna Edingen    |
|        | FVgg Eppelheim           |
|        | FC Viktoria Neckarhausen |
|        | 1. FC 05 Heidelberg      |
|        | VfB Eppingen             |
|        | FV 08 Hockenheim         |
|        | SpVgg Plankstadt         |
|        | FC Viktoria Bammenthal   |
|        | SK Olympia Neulußheim    |

### Vorderpfalz
Uit de Vorderpfalz is enkel kampioen FV Speyer bekend. 

### Promotie-eindronde
| Plaats | Club                     | Wed. | W | G | V | Saldo | Ptn.  |
| ------ | ------------------------ | ---- | - | - | - | ----- | ----- |
| 1.     | FG Kirchheim             | 4    | 2 | 1 | 1 | 08:09 | 05:03 |
| 2.     | FV Speyer                | 4    | 2 | 0 | 2 | 13:07 | 04:04 |
| 3.     | SpVgg Amicitia Viernheim | 4    | 1 | 1 | 2 | 08:13 | 03:05 |

|  | Promotie naar Bezirksliga Rijn-Saar 1930/31 (Groep Rijn) |